# 布季尼
50°13′49″N 23°59′40″E / 50.23028°N 23.99444°E
布季尼（烏克蘭語：Бутини），是烏克蘭西部的村莊，隸屬利維夫州的舍普季茨基區。該村始建於1600年，面積3.28平方公里，海拔高度207米，人口1,499，人口密度每平方公里468.6人。